# 茶滘街道
茶滘街道，是中华人民共和国广东省广州市荔湾区下辖的一个乡镇级行政单位。

## 行政区划
茶滘街道下辖以下地区：
茶滘新村社区、合兴苑社区、汾水社区、花苑社区、永安社区、芬芳社区、金兰社区、葵蓬社区、红棉社区、茶滘社区和乐怡居社区。